# DEDICATED TO MAKI THE MAGIC - MAGIC MAGIC MAGIC
『DEDICATED TO MAKI THE MAGIC - MAGIC MAGIC MAGIC（デディケィティド トゥ マキ・ザ・マジック - マジック マジック マジック）』は、キエるマキュウのメンバーであったMAKI THE MAGICのトリビュートアルバムである。

## 概要
- 2013年7月16日、キエるマキュウのメンバー・MAKI THE MAGICが脳内出血の為、46歳という若さで急逝。今作はそのMAKI THE MAGICへ向けての追悼盤、及びトリビュートアルバムとなっている。
- 今作で使われている音源はその殆どが生前MAKI THE MAGICの手によって制作された、いわゆる次作（次に出す予定のアルバム）の為にスタジオに残されていたものが使用されている[1]。
- 参加アーティストはキエるマキュウのメンバーであったCQ、ILLICIT TSUBOIは勿論、MAKI THE MAGICと生前親交の深かった日本のヒップホップ・シーンを代表するアーティストが客演として多数参加している。（詳細は後述）
- 発売の際、ディスクユニオンとWENODで今作を購入すると、特典として第三ノ忍者・謹製「DEDICATED TO MAKI THE MAGIC／MAGIC MAGIC MAGIC」オリジナルTshirtが貰えた。
- 今作では毎回曲が終わる度に、MAKI THE MAGICのMCが必ず挟まれているのが特徴的である。

## 収録曲
1. A.N.T.H.E.M（Pro.MASTERPIECE SOUND）/ Masterpiece Sound
Masterpiece Soundが参加している。
2. The Magic（Pro.MAKI THE MAGIC）/ 韻踏合組合
韻踏合組合のメンバーであるHIDADDY、ERONE、SATUSSY、遊戯が参加している。
3. 時間峠（Pro.KASHI DA HANDSOME）/ FLICK
FLICKが参加している。
4. シークレットサービス（Pro.MAKI THE MAGIC）/ MSC
MSCのメンバーであるO2、TABOO1、漢、MEGA-G、PRIMALが参加している。
5. Dr.Pepper（Pro.DJ TAIKI Scratched by MUTA）/ CQ
CQが参加している。
6. SKIT（Pro.MAKI THE MAGIC）/ J.V.C. FORCE
J.V.C. FORCEが参加している。
7. Maki-izm（Pro.MAKI THE MAGIC Turntables by DJ JIN）/ RHYMESTER & KOHEI JAPAN
RHYMESTERとKOHEI JAPANが参加している。
8. M.A.G.I.C（Pro.MAKI THE MAGIC Scratched by The Anticipation Illicit Tsuboi）/ GOCCI ONE
LUNCH TIME SPEAXのメンバーであるGOCCI ONEが参加している。
9. ニジノカナタデ（Pro.MAKI THE MAGIC）/ DELI & DABO
NITRO MICROPHONE UNDERGROUNDのメンバーであるDELIとDABOが参加している。
10. S.M.S（Pro.DJ TAIKI）/ キエるマキュウ
ラップでの参加は単独でCQのみだが、5曲目と違って名義はキエるマキュウの曲となっている。